# بابلو غارسيا باينا
بابلو غارسيا باينا (بالإسبانية: Pablo García Baena)‏ هو كاتب وشاعر إسباني، ولد في 29 يونيو 1923 في قرطبة في إسبانيا، وتوفي بنفس المكان في 14 يناير 2018.